# Hank Williams
Hiram Hank Williams (Mount Olive, Alabama, 17 de setembre de 1923 – Oak Hill, Virgínia de l'Oest, 1 de gener de 1953) fou un cantant, compositor i músic estatunidenc de música country; un pioner de l'estil honky-tonk. Va gravar nombrosos discos d'èxit. Les seves actuacions carismàtiques i les seves cançons li van donar una gran fama. El seu repertori és una de les columnes vertebrals de la música country, i uns quants dels seus temes són també estàndards de la música pop. Ha estat interpretat per artistes d'estils tan diferents com el pop, el gospel, el blues i el rock. La seva mort als 29 anys va ajudar a convertir-lo en una llegenda.

## Biografia
Nascut en una zona rural d'Alabama, Williams fou el tercer fill de Jessie Lillybelle i Elonzo Huble Williams. Nasqué amb l'espina bífida, malaltia que li ocasionà mal d'esquena crònic. El seu pare, Elonzo, patí un accident laboral que el portà a romandre hospitalitzat durant anys. La seva mare, Lillie, assumí la càrrega familiar, portant-los a traslladar-se en diverses ocasions de ciutat per motius laborals.
El 1943 coneix a la seva futura dona, Audrey Mae Sheppard, en un dels seus concerts i es casaren un any més tard. El 1949 la parella tingué un fill, Randall Hank Williams, més conegut com Hank Williams Jr.
Els biògrafs de Williams apunten que el dolor provocat per la seva malaltia el portà a l'abús de morfina, tranquil·litzants i alcohol i, en última instància, a la mort per sobredosi.

## Carrera professional
Hi ha diverses versions sobre com Williams s'inicià en el món de la música. La seva mare va declarar que fou ella qui li comprà la primera guitarra i que aprengué a tocar blues gràcies a Rufus Payne, un músic de blues afroamericà conegut amb el malnom de Tee Tot.

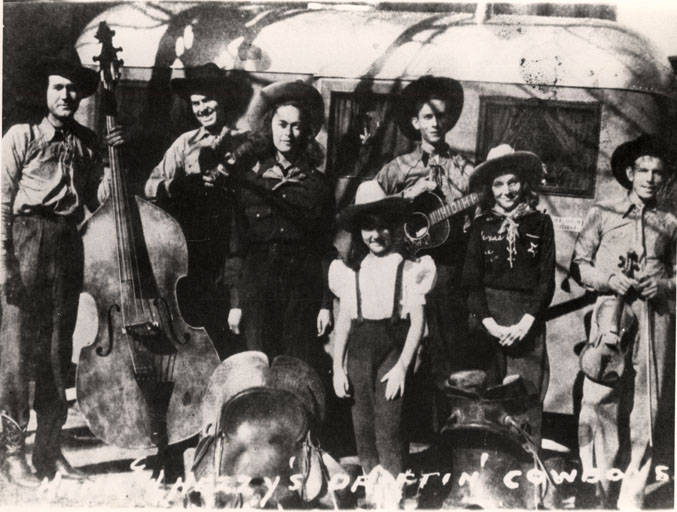
Hank Williams i els Drifting Cowboys (1938).

El 1941 Williams formà The Drifting Cowboys, una banda que tocava regularment en directe a la radio local (WSFA). Amb ells viatjà àmpliament a l'estat d'Alabama tocant en tot tipus d'esdeveniments: clubs, festes privades i, fins i tot, en cinemes, abans de la pel·lícula.
El 1947 Williams gravà Move it on over, primer single del músic per MGM, que esdevingué un èxit, arribant al Top 5 de la llista d'èxits de country. L'any següent publicà uns quants dels seus grans èxits com artista: Honky Tonkin, I'm gone daddy i, el 1949, Lovesick blues.
A principis dels 50 Hank Williams es trobava en un moment de gran popularitat, arribant al seu clímax durant l'estiu de 1951. En aquest moment es trobava fent una gira, mentre seguia gravant demos. Malauradament, la seva carrera es veié interrompuda per la seva mort sobtada tan sols dos anys més tard.
Williams és considerat un dels pares de la música popular del s. XX, anomenat el rei de la música country. De fet, l'estat d'Alabama celebra el dia d'en Hank Williams el 21 de setembre des del 1954.

## Guardons
Nominacions
- 1966: Grammy al millor àlbum de country

## Llista de les seves cançons més famoses

### Senzills
- «Never Again (Will I Knock on Your Door)» / (Sterling Records, 1946).
- «Wealth Won't Save Your Soul» / «When God Comes and Gathers His Jewels» (1946).
- «My Love for You (Has Turned to Hate)» / «I Don't Care (If Tomorrow Never Comes)» (1946).
- «Pan American» / «Honky Tonkin'» (1946).
- «Move It On Over» / «I Heard You Crying in Your Sleep» (MGM Records, 1946). #4.
- «On the Banks of the Old Pontchartrain» / «Fly Trouble» (1946).
- «My Sweet Love Ain't Around» / «Rootie Tootie» (1947).
- «Honky Tonkin'» / «I'll Be a Bachelor 'Til I Die» (Sterling Records, 1947). #14.
- «I'm a Long Gone Daddy» / «The Blues Come Around» (1947). #6.
- «I Saw the Light» / «Six More Miles (To the Graveyard)» (1947).
- «A Mansion on the Hill» / «I Can't Get You Off of My Mind» (1947).
- «Lovesick Blues» / «Never Again (Will I Knock on Your Door)» (1948). #1. La cara B va arribar a la posició #6.
- «Wedding Bells» / «I've Just Told Mama Goodbye» (1948). #6.
- «Mind Your Own Business» / «There'll Be No Teardrops Tonight» (1948). #5.
- «You're Gonna Change (Or I'm Gonna Leave)» / «Lost Highway» (1948). #4.
- «I'm So Lonesome I Could Cry» / «My Bucket's Got a Hole In It» (1948). #1. La cara B va arribar a la posició #2. Es va reeditar el 1965, arribant a la posició #43.
- «I Just Don't Like This Kind of Living» / «May You Never Be Alone» (1949). #5.
- «Long Gone Lonesome Blues» / «My Son Calls Another Man Daddy» (1949). #1. La cara B va arribar a la posició #9.
- «Why Don't You Love Me?» / «A House Without Love» (1949). #1. Es va reeditar el 1975, arribant a la posició #61.
- «Why Should We Try Anymore?» / «They'll Never Take Her Love from Me» (1949). #9. La cara B va arribar a la posició #4.
- «Moanin' the Blues» / «Nobody's Lonesome for Me» (1949). #1. La cara B va arribar a la posició #9.
- «Cold, Cold Heart» / «Dear John» (1950). La cara B va arribar a la posició #6.
- «I Can't Help It (If I'm Still in Love with You)» / «Howlin' at the Moon» (1950). #2. La cara B va arribar a la posició #3.
- «Hey Good Lookin'» / «My Heart Would Know» (1950). #1.
- «(I Heard That) Lonesome Whistle» / «Crazy Heart» (1950). #9. La cara B va arribar a la posició #2.
- «Baby, We're Really in Love» / «I'd Still Want You» (1950). #4.
- «Honky Tonk Blues» / «I'm Sorry for You, My Friend» (1951). #2.
- «Half as Much» / «Let's Turn Back the Years» (1951). #2.
- «Jambalaya (On the Bayou)» / «Window Shopping» (1951). #1.
- «Settin' the Woods on Fire» / «You Win Again» (1952). #3. La cara B va arribar a la posició #7.
- «I'll Never Get Out of This World Alive» / «I Could Never Be Ashamed of You» (1952). #3.
- «Kaw-Liga» / «Your Cheatin' Heart» (1952). #1. La cara B va arribar a la posició #1.
- «I Won't Be Home No More» / «Take These Chains from My Heart» (1952). #4. La cara B va arribar a la posició #1.
- «Weary Blues from Waitin'» (1952). #7. Sense cara B.
- «Please Don't Let Me Love You» (1953. #9. Sense cara B.
- «There's a Tear in My Beer» (1989). Gravació amb Hank Williams Jr. #7.

El número indica la posició que va assolir en les llistes d'èxits dels Estats Units d'Amèrica.

## Llegat

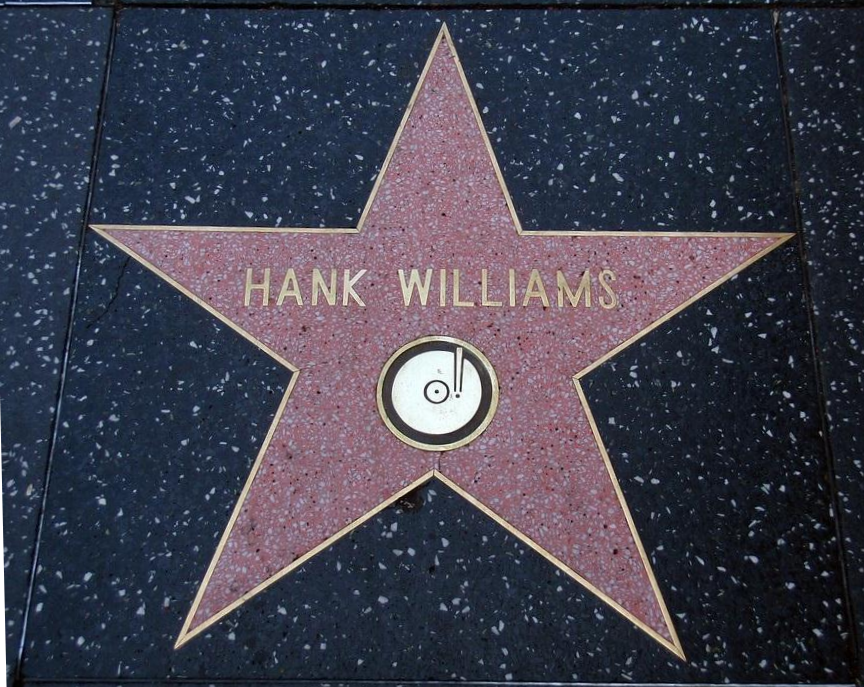
L'estrella de Hank Williams al 6400 Hollywood Boulevard, al Passeig de la Fama de Hollywood

El Country Music Hall of Fame va destacar que Williams estableix l'agenda per a la música country contemporània i l'estàndard pel qual es mesura l'èxit en la música country. L'Encyclopaedia Britannica el considera la primera superestrella de la música country i un compositor amb un talent immens i un vocalista apassionat. El Saló de la Fama del Rock and Roll va elogiar l'enfocament directe de les cançons de Williams, que van considerar brutalment honestes i escrites en el llenguatge de tothom. Segons AllMusic, Williams va establir les regles per a tots els intèrprets country que el van seguir i, en el procés, gran part de la música popular.
El crític de televisió d'Entertainment Weekly, Ken Tucker, va escriure: «tot i ser un tità de la cultura pop i conegut amb raó com a pare de la música country, Hank Williams era possiblement la figura menys simpàtica, menys càlida i simpàtica, de la música moderna. Pudent a l'autocompasió, va escriure i cantar algunes de les millors músiques del segle […] mestre del rencor». Hank Williams, Jr. va escriure a la seva autobiografia: «Per escoltar els homenatges, es podria pensar que tota la ciutat [Nashville] es besava per torns al pare mentre encara vivia. […] Mentre era viu, era menyspreat i envejat; després de morir, era una mena de sant».
El governador d'Alabama, Gordon Persons, va proclamar oficialment el 21 de setembre Dia de Hank Williams. La primera celebració, el 1954, va incloure la inauguració d'un monument al Cramton Bowl que més tard es va col·locar a la tomba de Williams. La cerimònia va comptar amb Ferlin Husky interpretant I Saw the Light. Williams va tenir 11 èxits country número u a la seva carrera ( Lovesick Blues,  Long Gone Lonesome Blues,  Why Don't You Love Me,  Moanin' the Blues,  Cod, Cold Heart,  Hey, Good Lookin',  Jambalaya (On the Bayou),  I'll Never Get Out of This World, I 'll Never Get Out of This World,  Kaw-Liati, i  Take These Chains from My Heart), així com molts altres 10 millors èxits.
Molts artistes de les dècades de 1950 i 1960, com Elvis Presley, els Beatles, Bob Dylan, George Jones, Tammy Wynette, Jerry Lee Lewis, Merle Hagard, Merle Hagard, 139 Gene Vincent  i Ricky Nelson i Conway Twitty van ser influenciats per Williams.
Quan la revista Downbeat va fer una enquesta l'any després de la mort de Williams, va ser votat com l'intèrpret country i occidental més popular de tots els temps. El 8 de febrer de 1960, l'estrella de Williams va ser col·locada al 6400 Hollywood Boulevard del Passeig de la Fama de Hollywood. Va ser inclòs al Country Music Hall of Fame el 1961, i al Alabama Music Hall of Fame el 1985.
El 1964 es va estrenar la pel·lícula biogràfica Your Cheatin' Heart protagonitzada per George Hamilton com Williams. L'American Truckers Benevolent Association, una organització nacional de conductors de camions CB, va votar Your Cheatin' Heart com el seu disc favorit de tots els temps a la quarta edició dels Truck Drivers' Country Music Awards, el 1978. El 1987, va ser inclòs al Saló de la Fama del Rock and Roll sota la categoria Early Influence, i va rebre el premi Grammy a la seva trajectòria. El 2003 va ocupar el segon lloc als 40 millors homes de música country de CMT, només darrere de Johnny Cash, que va gravar la cançó The Night Hank Williams Came To Town. El seu fill, Hank Jr., va ser classificat a la mateixa llista. La cantant canadenca Sneezy Waters va actuar com Williams a l'obra teatral Hank Williams: The Show He Never Gave. El 1980 també es va produir una adaptació cinematogràfica protagonitzada per Waters per a televisió.
El 2004, Rolling Stone el va classificar en el lloc 74 de la seva llista dels 100 millors artistes de tots els temps. El 2005, la sèrie documental de la BBC Arena va incloure un episodi sobre Williams.
El 2010, l'èxit número u de la MGM de 1949 de Williams, Lovesick Blues, va ser inclòs al Saló de la Fama dels Grammy de l'Acadèmia de la Gravació. El mateix any, Hank Williams: The Complete Mother's Best Recordings... A més! va ser honrat amb una nominació als Grammy al millor àlbum històric. El 1999, Williams va ser inclòs al Native American Music Hall of Fame. El 12 d'abril de 2010, la Junta del Premi Pulitzer va atorgar a Williams una menció especial pòstuma que va retre homenatge a la seva artesania com a compositor que va expressar sentiments universals amb una senzillesa punyent i va tenir un paper fonamental en la transformació de la música country en una força musical i cultural important a la vida americana.
Diversos dels descendents de Williams es van convertir en músics: el fill Hank Williams Jr., la filla Jett Williams, els néts Hank Williams III i Sam Williams i les nétes Hilary Williams i Holly Williams també són músics country. El juliol de 2020, la seva néta Katherine (filla de Hank Jr.) va morir en un accident de cotxe als 27 anys. El seu besnét Coleman Finchum, fill de Hank Williams III, va llançar el seu senzill debut acreditat a IV and the Strange Band el 2021. Mentrestant, el fill de Lewis Fitzgerald, Ricky, es va presentar com a Hank Williams IV després de l'afirmació del seu pare de ser fill de Williams.
Segons el reportatge del Los Angeles Times, en els seus viatges per carretera Williams portava un maletí de cuir marró que contenia quaderns en els quals escrivia reflexions, versos i versos de lletres de cançons, així com anotacions sobre el que li havia estat útil. Després de morir, la memòria cau de seixanta-sis cançons inèdites en quatre quaderns es va emmagatzemar en una volta ignífuga a les oficines de Nashville de la seva editorial, Acuff-Rose Publications. La volta es va traslladar el 2002 a les oficines de Sony ATV Music quan va adquirir Acuff-Rose.
Després que l'àlbum tribut de 2001, Hank Williams: Timeless guanyés un premi Grammy per a l'àlbum country de l'any, hi va haver un major interès per projectes similars. La executiva d’A&amp;R Mary Martin, una de les productores de Timeless, va ser consultada sobre altres mitjans per crida/anomenar l'atenció sobre el material de l'arxiu Williams. Va dir que Bob Dylan va tenir la primera oportunitat d'interpretar 12 cançons per a un recopilatori de CD. Dylan es va acostar a la néta de Williams, Holly Williams, en un espectacle on li va regalar un grapat de lletres de cançons que volia que llegís. Més tard va dir que tot i que Dylan no havia dit res al principi, els va reconèixer immediatament com l'obra del seu avi. Aleshores va dir que li havien demanat que possiblement tallés un àlbum sencer o que podria fer que altres artistes els interpretessin. No en va saber res més durant dos anys fins que Mary Martin va reviure el projecte i va rebre una trucada telefònica de la seva editorial dient-li que era hora de recollir algunes mostres del material disponible.
En conseqüència, diversos músics més es van implicar en el projecte, la seva tasca principal era crear música que s'ajustés a la lletra. Dylan va triar una cançó anomenada The Love That Faded i va crear un vals honky-tonk a través del dolor de cor, mentre que Holly Williams va pentinar les cançons i els fragments de cançons i en va triar una anomenada Blue Is My Heart, que només tenia vuit línies. Va escriure dos més i va afegir un pont. L'àlbum completat, anomenat The Lost Notebooks of Hank Williams, incloïa les contribucions de Bob Dylan i Holly Williams, així com enregistraments d’Alan Jackson, Jack White, Jakob Dylan, Lucinda Williams, Norah Jones, Vince Gill, Rodney Crowell, Patty Loveless, Levon Ha Helm, i Meryl Crowell. L'àlbum va ser llançat el 4 d'octubre de 2011.
El material gravat per Williams, originalment destinat a les emissions de ràdio que es reproduïen quan estava de gira o per a la seva distribució a emissores de ràdio d'arreu del país, va ressorgir amb els anys. El 1993, es va publicar un conjunt de doble disc d'enregistraments de Williams per al Health & Happiness Show. Emesos l'any 1949, els espectacles van ser gravats per a la promoció d'Hadacol. El conjunt es va tornar a estrenar a Hank Williams: The Legend Begins el 2011. L'àlbum incloïa les cançons inèdites Fan It i  Alexander's Ragtime Band , gravades per Williams als 15 anys; els enregistraments casolans d'ell cantant Freight Train Blues,  New San Antonio Rose ,  St. Louis Blues  i Greenback Dollar als 18 anys; i una gravació per a la March of Dimes de 1951.
El maig de 2014, es van publicar més gravacions de ràdio de Williams. Es tractava d'enregistraments de The Garden Spot Programs, 1950, una sèrie de segments publicitaris per al viver de plantes Naughton Farms emesos originalment el 1950. Els enregistraments van ser trobats pel col·leccionista George Gimarc a l'estació de ràdio KSIB a Creston, Iowa. Gimarc va contactar amb la filla de Williams, Jett, i Colin Escott, un historiador de la música i biògraf de Williams. El material va ser restaurat i remasteritzat per Michael Graves i publicat per Omnivore Recordings. El llançament va guanyar un premi Grammy al millor àlbum històric.
Williams va ser interpretat per l'actor anglès Tom Hiddleston a la pel·lícula biogràfica del 2016 I Saw the Light, basada en el llibre de 1994 de Colin Escott Hank Williams: The Biography. El 2023, Rolling Stone va classificar Williams al número 30 de la seva llista dels 200 millors cantants de tots els temps. Per al 100è aniversari del seu naixement, el Museu Hank Williams va organitzar un esdeveniment de tres dies a Montgomery que va consistir en una sèrie de concerts al Teatre Davis de la Universitat de Troy i una cerimònia de col·locació de corones a la tomba de Williams com a acte de cloenda. A la cerimònia, el 17 de setembre de 2023, es va proclamar el Dia de Hank Williams. Mentrestant, a Nashville, el Country Music Hall of Fame and Museum va organitzar un concert amb artistes com Rodney Crowell i els néts de Williams, Holly, Hillary i Sam, entre d'altres. En l'aniversari, Billboard va comentar que Williams era un compositor innovador que seguia sent una figura mitològica.